# Irakli Robertowitsch Tscheschija
Irakli Robertowitsch Tscheschija (russisch Ираклий Робертович Чежия; * 22. Mai 1992 in Gali, Georgien) ist ein russischer Fußballspieler abchasischer Herkunft.

## Karriere

### Verein
Tscheschija begann seine Karriere bei Spartak Moskau. Im Mai 2011 stand er erstmals im Profikader Spartaks, zum Einsatz kam er für die Moskauer aber nie. Zur Saison 2012/13 wechselte er zum Drittligisten Chimik Dserschinsk. Für Chimik kam er zu 17 Einsätzen in der Perwenstwo PFL, ehe er mit dem Klub zu Saisonende in die Perwenstwo FNL aufstieg. Im Juli 2013 gab er dann sein Zweitligadebüt. Bis zur Winterpause 2013/14 absolvierte er sieben Partien in der FNL.
Im Februar 2014 schloss Tscheschija sich dem Drittligisten FK Kaluga an. Für Kaluga kam er bis Saisonende elfmal in der PFL zum Einsatz. Zur Saison 2014/15 wechselte der Verteidiger zur ebenfalls drittklassigen Reserve von Arsenal Tula. Für Arsenal-2 spielte er elfmal. Im Februar 2015 wechselte er nach Armenien zum Erstligisten FC Ulisses Jerewan. Für Ulisses kam er bis Saisonende zu zwölf Einsätzen in der Bardsragujn chumb.
Im Juli 2015 kehrte Tscheschija nach Russland zurück und schloss sich dem Zweitligisten Torpedo Armawir an. Für Armawir kam er zu 19 Zweitligaeinsätzen, am Ende der Saison 2015/16 stieg der Verein aber aus der FNL ab. Im Juli 2016 wechselte er nach Georgien zum Erstligisten FC Schukura Kobuleti. Bis zum Ende der georgischen Spielzeit 2016 kam er zu zwölf Einsätzen in der Erovnuli Liga. Nach sechs weiteren Einsätzen zu Beginn der Saison 2017 kehrte er im Juni 2017 nach Russland zurück und wechselte zum unterklassigen Olimp Chimki. Mit Chimki stieg er 2019 in die PFL auf. In der Saison 2019/20 kam er bis zum COVID-bedingten Saisonabbruch zu zwei Einsätzen in der dritten Liga.
Zur Saison 2020/21 ging Chimki im FK Olimp-Dolgoprudny auf. Für Olimp-Dolgoprudny spielte er 22 Mal in der PFL, ehe das Team zu Saisonende in die FNL aufstieg. In der zweiten Liga absolvierte er acht Partien, Olimp-Dolgoprudny löste sich allerdings nach der Saison 2021/22 auf. Daraufhin wechselte Tscheschija zur Saison 2022/23 zum Erstligisten FK Chimki. Im Oktober 2022 gab er dann 30-jährig gegen den FK Fakel Woronesch sein Debüt in der Premjer-Liga.

### Nationalmannschaft
Tscheschija spielte zwischen 2008 und 2010 für russische Jugendnationalteams.